# Браминский коршун
Браминский коршун (лат. Haliastur indus) — это средних размеров хищная птица из семейства ястребиных, куда также входит множество других дневных хищных птиц, таких как орлы, сарычи, американские грифы и луни. Браминский коршун встречается на территории Индийского субконтинента, Юго-восточной Азии, а также Австралии. Эти птицы обитают в основном у побережья или на болотах, где питаются рыбой и другой добычей. Оперение взрослых красновато-коричневое, только голова и грудь белые. Это позволяет легко узнать браминского коршуна даже издали.

## Ареал и охранный статус

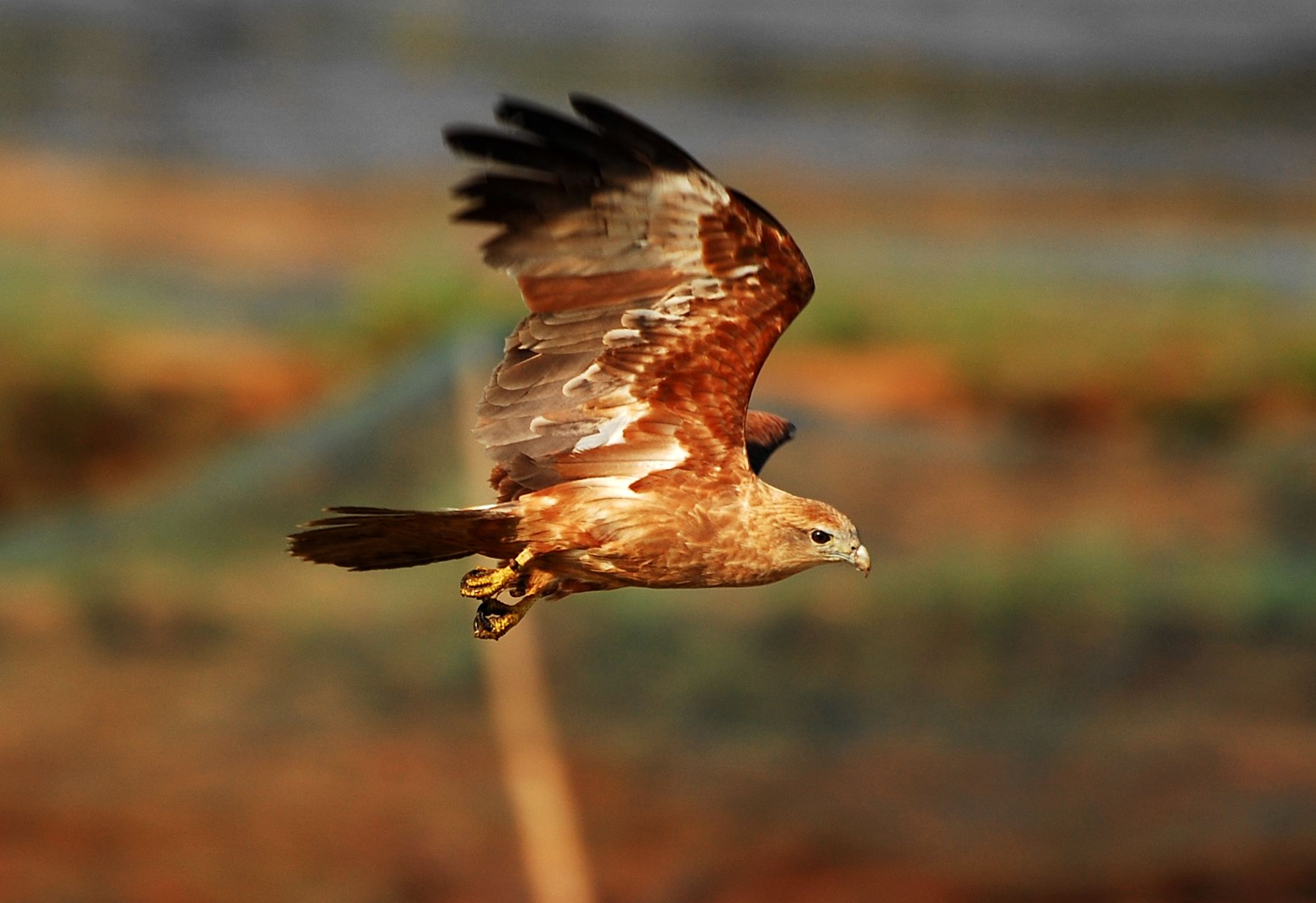
Подросток

Браминского коршуна часто можно увидеть в небе Шри-Ланки, Индии, Пакистана, Бангладеш, а также в Юго-восточной Азии и в Австралии до Нового Южного Уэльса включительно. Несмотря на широкое распространение, браминский коршун — в основном оседлая птица. Только в некоторых частях ареала он предпринимает сезонные миграции, определяемые выпадением дождей.
В основном эта птица живёт на равнинах, но в Гималаях может встречаться на высоте до 1500 метров.
В списках МСОП браминский коршун проходит как вид, вызывающий наименьшие опасения. Однако в некоторых районах Явы численность этого вида сокращается.

## Поведение
В Южной Азии размножается с декабря по апрель. В Австралии — с августа по октябрь в сухих районах и с апреля по июнь во влажной северной части континента. Гнездо строит из небольших веток и прутьев, углубление гнезда выстилает листьями. Гнездится на различных деревьях, но предпочитает мангры. Из года в год гнездится в одном и том же месте. Очень редко строит гнездо на земле под деревом. В кладке 2 грязно-белых или голубовато-белых яйца. Оба родителя строят гнездо и кормят птенцов, но, вероятно, насиживает только самка. Насиживание длится от 26 до 27 дней.
По типу питания — преимущественно падальщик, ест в основном мёртвую рыбу и крабов, особенно на болотах. Время от времени охотится на зайцев или летучих мышей. Также ворует добычу у других хищных птиц. Очень редко ест мёд, разоряя ульи карликовой медоносной пчелы.
Молодые птицы любят играть, бросая древесные листья и ловя их в воздухе. Рыбача, летают над водой, хотя могут иногда без особых проблем садиться на воду, взлетать с воды и даже плавать.
Спят большими группами до 600 особей, устраиваясь на больших отдельно стоящих деревьях.
Могут нападать на более крупных хищников, например степных орлов, но делают это только всей стаей.
Страдают от пухоедов из родов Kurodaia, Colpocephalum и Degeeriella.

## Роль в культуре
В Индонезии известен под названием «Elang Bondol», считается талисманом Джакарты. В Индии воспринимается как воплощение птицы Гаруда, священной птицы Вишну. В Малайзии в честь браминского коршуна назван один из островов — остров «Langkawi» («kawi» — это похожий на охру минерал, используется для раскрашивания керамики; по цвету напоминает оперение браминского коршуна).
Иногда используется как ловчая птица.
В сказке, записанной на острове Бугенвиль, рассказывается, как мать оставила ребёнка под банановым деревом и ушла работать в саду, а ребёнок взлетел и превратился в браминского коршуна. Бусы на шее ребёнка превратились в белое оперение на груди птицы.